# Bataille de Piré
Pour les articles homonymes, voir Piré-sur-Seiche et Piré.
Chouannerie
La bataille de Piré se déroula lors de la Chouannerie.

## Prélude
Le lieutenant-colonel Chabert, chef des Chouans de la colonne de Cornillé, avait livré de nombreuses escarmouches contre les gardes territoriaux des paroisses patriotes limitrophes de son canton. Ces bourgs étaient défendus essentiellement par des gardes territoriaux, des patriotes locaux, armés mais sans uniformes. Les autres officiers chouans de la division de Vitré étant plus tranquilles, le chef de cette division, le colonel Alexis Louis Gordien du Bouays de Couësbouc décida de rassembler ses troupes afin de lancer une expédition contre les paroisses républicaines. La division tout entière se rassembla à Étrelles, les compagnies de Domalain, Gennes-sur-Seiche et de Saint-Germain-du-Pinel, de la division de La Guerche-de-Bretagne, se joignirent à elle, ainsi que les Chevaliers catholiques dirigés par le major-général René Augustin de Chalus commandant en second de l'Armée catholique et royale de Bretagne, auquel Couësbouc céda le commandement.
Les Chouans, au nombre de 1 800 se portèrent alors au bourg de Domalain au Sud. Les lieutenant-colonels Pontbriand, Boishamon et Chabert étaient d'avis d'attaquer Bais et Louvigné-de-Bais, au Nord-Ouest, mais Couësbouc et le marquis de Piré des Chevaliers catholiques voulaient attaquer Piré-sur-Seiche à l'Ouest. Chalus se rangea finalement à l'avis de ces derniers et les Chouans gagnèrent ce bourg en laissant sur leurs arrières les bourgs patriotes de Moulins, Bais et Louvigné-de-Bais occupés par d'importantes garnisons.

## La bataille

### Combat à Piré et Amanlis
À 4 heures du matin les Chouans pénétrèrent dans Piré-sur-Seiche, surpris, les 200 gardes territoriaux et soldat réguliers républicains qui défendaient le bourg furent capturés ou prirent la fuite. Le capitaine tenta un moment de se retrancher avec quelques hommes mais il finit rapidement par se rendre lui aussi. Maîtres de Piré, les Chouans se déployèrent au Nord, Boishamon se porta au Nord-Ouest afin de surveiller la route de Châteaugiron, Chabert à l'Est aux abords de Moulins, Pontbriand en réserve, au Nord de Piré-sur-Seiche, tandis que Couësbouc restait à l'intérieur du bourg avec une poignée d'hommes. De leur côté Chalus et les Chevaliers catholiques partirent rejoindre le chef de bataillon Louis Hubert qui avec 300 hommes avait reçu l'ordre d'attaquer Boistrudan au Sud-Est.
Mais les Chouans ne prirent pas en compte le poste d'Amanlis à l'Ouest, où les gardes territoriaux, alertés par les fuyards de Piré se rassemblèrent et se mirent en marche, bien décidé à reprendre Piré-sur-Seiche. Les Républicains parvinrent à prendre les lignes chouannes à revers et à pénétrer dans le bourg, où ils surprirent les quelques Chouans qui s'y trouvait et délivrèrent les prisonniers. Le colonel de Couëbouc se réfugia alors dans le cimetière, deux de ses hommes qui l'avait rejoint furent tués. Mais le lieutenant-colonel de Pontbriand, avait entendu la fusillade, il détacha 250 hommes de sa colonne et rétrograda à l'intérieur du bourg. Les républicains battirent en retraite et furent poursuivis jusqu'à Amanlis qu'ils abandonnèrent aux Chouans.

### Combat à Boistrudan
Pendant ce temps, le chef de bataillon Hubert avec 300 hommes avait attaqué Boistrudan. En chemin, il captura un sergent qui commandait un poste de 27 hommes qui gardait une des entrées de ce bourg. Craignant d'être fusillé, le sergent offrit aux Chouans de les aider à surprendre ce poste s'ils lui laissaient la vie sauve. Hubert accepta.
Au petit matin, Hubert accompagné du sergent et de la moitié de ses hommes se présenta alors au poste de Boistrudan en bon ordre, avec ses tambours en tête. Au qui-vive du factionnaire, le sergent répondit « garde territoriale d'Amanlis ». Les gardes territoriaux ne portant pas d'uniformes, juste des cocardes tricolores, leurs habits étaient semblables à ceux des Chouans. Les sentinelles reconnurent le sergent et laissèrent entrer les Chouans lorsque l'un des soldats aperçut des cocardes blanches. Les républicains du poste furent désarmés mais certains tentèrent de résister et tous furent massacrés. Les Chouans se répandirent dans le bourg bientôt rejoints par les hommes laissés en réserve par Hubert. Les républicains, gardes territoriaux et les soldats réguliers, sortirent en trombe de leurs logements, mais pris par surprise, ils n'avaient pas les moyens de résister et prirent la fuite après avoir opposé une courte résistance. Le prêtre constitutionnel et maire du bourg François-Marie Leroux fut saisi par les Chouans devant l'église, sommé de crier « Vive le Roi », il cria « Vive la République » et fut aussitôt abattu. Le sergent intégra ensuite la division chouanne de Domalain, bien que tous les capitaines chouans avaient refusé de le recevoir dans leurs compagnies un homme qu'ils considéraient comme un traître.

### Autres combats
L'alarme était cependant donnée et les Républicains lancèrent la contre-attaque. La garnison de Châteaugiron fit une sortie en direction de Piré-sur-Seiche, mais elle tomba dans une embuscade tendue par la colonne de Boishamon et dut battre en retraite. De leur côté les troupes de La Guerche-de-Bretagne, Moulins, Essé et Retiers se rassemblèrent mais elles furent repoussées près de Moulins par les troupes de Chalus, Coster de Saint-Victor et Chabert. Couësbouc et Pontbriand mirent également en fuite les garnisons de Bais et Louvigné-de-Bais.
Dans la soirée, Chalus fit réunir ses troupes, les pertes des Chouans étaient de 6 morts et 15 blessés. Les pertes des républicains étaient, d'après les Chouans, de plus de 250 hommes.
Mais les Chouans craignaient que les Républicains n'envoient des renforts de Rennes et décidèrent de se retirer afin de regagner leurs pays.